# Vermicella vermiformis
Vermicella vermiformis är en ormart som beskrevs av Keogh och Smith 1996. Vermicella vermiformis ingår i släktet Vermicella och familjen giftsnokar och underfamiljen havsormar. Inga underarter finns listade i Catalogue of Life.
Arten förekommer i Northern Territory i Australien. Honor lägger ägg. Ormen lever i torra skogar och i savanner. Vermicella vermiformis gräver i lövskiktet och i det översta jordlagret. Den har maskormar som föda.
För beståndet är inga hot kända. Hela populationen anses vara stabil. IUCN listar arten som livskraftig (LC).